# Bill Pfann
William F. Pfann (1874–1936) là một cầu thủ bóng chày chuyên nghiệp. Ông là cầu thủ giao bóng của đội Cincinnati Reds trong giải National League năm 1894. Ông xuất hiện trong một game cho đội Reds vào 16 tháng 6 năm 1894.